# Húnafjörður
Húnafjörður – islandzki fiord w północnej Islandii. Jest odgałęzieniem zatoki Húnaflói. Przy wschodnim brzegu tego fiordu znajduje się miasteczko Blönduós. W ujściu rzeki Blanda znajduje się również wysepka Hrútey, która w całości przeznaczona jest jako rezerwat przyrody.